# Juan Tomás de Boxadors y Sureda de San Martín
Juan Tomás de Boxadors y Sureda de San Martín (ur. 3 kwietnia 1703 w Barcelonie, zm. 16 grudnia 1780 w Rzymie) – hiszpański duchowny katolicki, kardynał, dominikanin.

## Życiorys
Pochodził z arystokratycznego rodu. W 1734 wstąpił do zakonu dominikanów. W latach 1756−1777 był generałem zakonu dominikanów. 13 listopada 1775 Pius VI wyniósł go do godności kardynalskiej.